# 母の告白
『母の告白』（ははのこくはく）は、東海テレビ制作・フジテレビ系列で、2002年1月7日 - 3月29日に放送された昼ドラマである。

## キャスト
- 高辻藍：高橋ひとみ
- 高辻司郎：国広富之
- 松川敏江：銀粉蝶
- 高辻春菜：三村恭代
- 高辻佐代子：山下容莉枝
- 門倉宣弘：土屋良太
- 石森祐輔：中原丈雄
- 杉本真弓：秋本奈緒美
- 北村昌子
- 杉山秋代：舟木幸
- 望月義冬：不破万作
- 高辻郁夫：金井勇太
- 木村理恵
- 財前本部長：森下哲夫
- 江幡課長：河野洋一郎
- 江島教授：内山森彦
- 志賀圭二郎
- うえだ峻
- 近江谷太朗
- 飯島大介
- 清水めぐみ
- 小野了
- 渋谷哲平
- 渡辺航
- 山上賢治
- 佐藤裕
- 山下ともち
- 宮崎彩子
- 片岡明日香

## スタッフ
- 原作：高橋昌男『饗宴』（新潮文庫刊）
- 演出：奥村正彦、金子与志一、小池唯一、島崎敏樹、吉田邦彦
- 演出補：川嶋龍太郎、村田淳志、茂山佳則、増野琢磨
- 記録：杉谷小百合
- タイトルバック：naked inc.
- 制作主任：尾崎友康
- 制作助手：佐藤健志
- デスク：小野田夏子
- プロデューサー：平野一夫、島崎敏樹、小松貴生、奥村正彦
- プロデューサー補：吉田邦彦
- 広報：藤城大子、竹中麻紀
- スチル：星野健一
- 脚本：渡辺善則、高田純
- 音楽：岩本正樹
- 音楽制作：細井虎雄（オフィス・ニューマン）
- フルート指導：神山潤子、酒井貴代
- 選曲効果：田中稔
- MA：宮下貴江
- デザイン：金子幸雄
- 美術進行：高橋達也
- 進行助手：大槻真吾
- 大道具：手塚常光、竹下忠夫
- 操作：小杉正裕
- 装飾：竹内正典、田中宏、松沢卓郎
- 小道具：矢野浩加
- 持道具：飯田美和
- 衣裳：多勢美智子
- ヘアーメイク：那須野嗣、細倉明日歌
- 建具：阿久津正巳
- 造園：松島文夫
- 美術デスク：森川一雄
- いけばな協力：龍生派
- いけばな指導：吉村華洲
- 医事監修：梅内正勝
- 医事協力：河村寿宏
- 看護指導：石田喜代美
- 法律アドバイザー：大野友竹
- 協力：新潟総合テレビ、ドルフィンズ
- 撮影技術：五木田智、島村宏明、山崎伸一
- 技術プロデューサー：佐々木俊幸
- 技術：川村明弘
- CA：平田修久、小田敏行
- 照明：高瀬隆治、上村和重、堀川由美、増田裕樹、荒川光代、矢尻昌也
- 音声：福部博国、須永威、渡辺誠、山崎善一
- VE：藤本伊知郎
- VTR：山根晋
- 編集：大塚民生、村松智美
- 技術デスク：石井勝浩、友部節子
- スタジオ担当：山川宏、市川秀喜
- 技術協力：バスク、国際放映 TMC-1
- 制作：泉放送制作、東海テレビ放送

## 主題歌
- 古内東子「この手のひら」（ソニーレコード）